# كولبي جيمس ويست
كولبي جيمس ويست (بالإنجليزية: Colby James West)‏ هو متزحلق حر أمريكي، ولد في 1985.